# Mit Freddy durch die Bibel
Mit Freddy durch die Bibel ist eine zehnteilige, christliche Hörspielserie für Kinder, von Olaf Franke und Tim Thomas.
Die Serie wurde von 1999 bis 2001 vom Verlag Schulte & Gerth auf Kompaktkassette und Compact Disc herausgegeben. Die Serie basiert auf der Hörspielserie Freddy der Esel. In Mit Freddy durch die Bibel erzählen sich Freddy der Esel und Eugen Eule gegenseitig verschiedene Geschichten aus der Bibel. Unterstützt mit Musik und Dialogen der biblischen Figuren soll man sich so besser in die damalige Zeit hineinversetzen können, um die Geschichten besser zu verstehen.
| Folge                    | Beschreibung |
| ------------------------ | --- |
| Pech für Mose            | Freddy und Eugen erzählen die Geschichte von Mose, der als Baby in einem Bastkörbchen auf dem Nil ausgesetzt wurde (Ex 2 ). |
| Bad für den General      | Die zweite Folge berichtet über die Heilung des syrischen Heerführers Naemann (2 Kön 5 ). |
| Ein Lächeln für Isaak    | In dieser Folge wird berichtet, wie Isaak seine Frau Rebekka gefunden hat (Gen 24 ). |
| Frühstück für Petrus     | Im vierten Hörspiel taucht Henning der Hahn auf, den man bereits aus Freddy der Esel kennt. Daher suchen Freddy und Eugen nach einer Bibelgeschichte, in der ein Hahn auftaucht. Und so erzählen sie die Geschichte von Petrus, der dreimal geleugnet hat, Jesus zu kennen. Zu lesen sind die Erlebnisse in den vier Evangelien des neuen Testamentes Matthäus, Markus, Lukas und Johannes.                                                                                            |
| Ein Tusch für Josua      | Ein Tusch für Josua berichtet über den Einzug der Israeliten in Jericho und ins verheißene Land. |
| Glück für Aaron          | In der sechsten Folge erzählen Freddy und Eugen von den zehn Strafgerichten, vom Auszug der Israeliten aus Ägypten und die Wanderung durch die Wüste Sinai (2. Mose). |
| Ein Hammer für Markus    | Die siebte Folge soll erzählen wie die Menschen damals von der Ereignissen und der Auferstehung Jesu berichten haben. Freddy und Eugen erzählen wie das Markus-Evangeliums entstanden sein könnte. Teile des Markus-Evangeliums, der Apostelgeschichte sowie Briefen von Paulus berichten davon, wie Paulus, Barnabas (und Markus) auf Reisen gegangen sind, um den Menschen von Jesus zu erzählen.                                                                                    |
| Eine Kreuzfahrt für Jona | In dieser Folge wird die Geschichte des Propheten Jona aus dem alten Testament erzählt, der von Gott beauftragt wurde, nach Ninive zu reisen, um die Menschen dort zur Umkehr aufzurufen. |
| Linsen für Jakob         | Die vorletzte Folge bericht von Jakob, der sowohl seinen Zwillingsbruder Esau als auch seinen Vater Isaak übers Ohr gehauen hatte und schließlich zu Verwandten fliehen musste. Dort wird er von seinem Onkel Laban überlistet, als er eigentlich dessen jüngere Tochter Rahel heiraten möchte und stattdessen dessen ältere Tochter Lea bekommt. Die Geschichte endet damit, dass Jakob mit Gott kämpft, von ihm gesegnet wird und sich mit seinem Bruder Esau versöhnt (Gen 27-33 ). |
| Besuch für Maria         | Die letzte Folge erzählt von der Geburt Christi, also wie Jesus Christus auf die Welt gekommen ist. Sie basiert auf der Weihnachtsgeschichte in den Evangelien von Matthäus und Lukas. |